# Listă de state și pretenții teritoriale în Antarctida

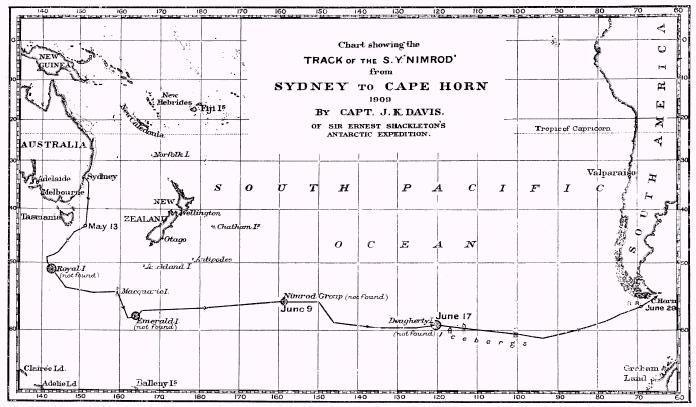
Hartă germană reprezentînd insulele-fantomă ale Antarctidei

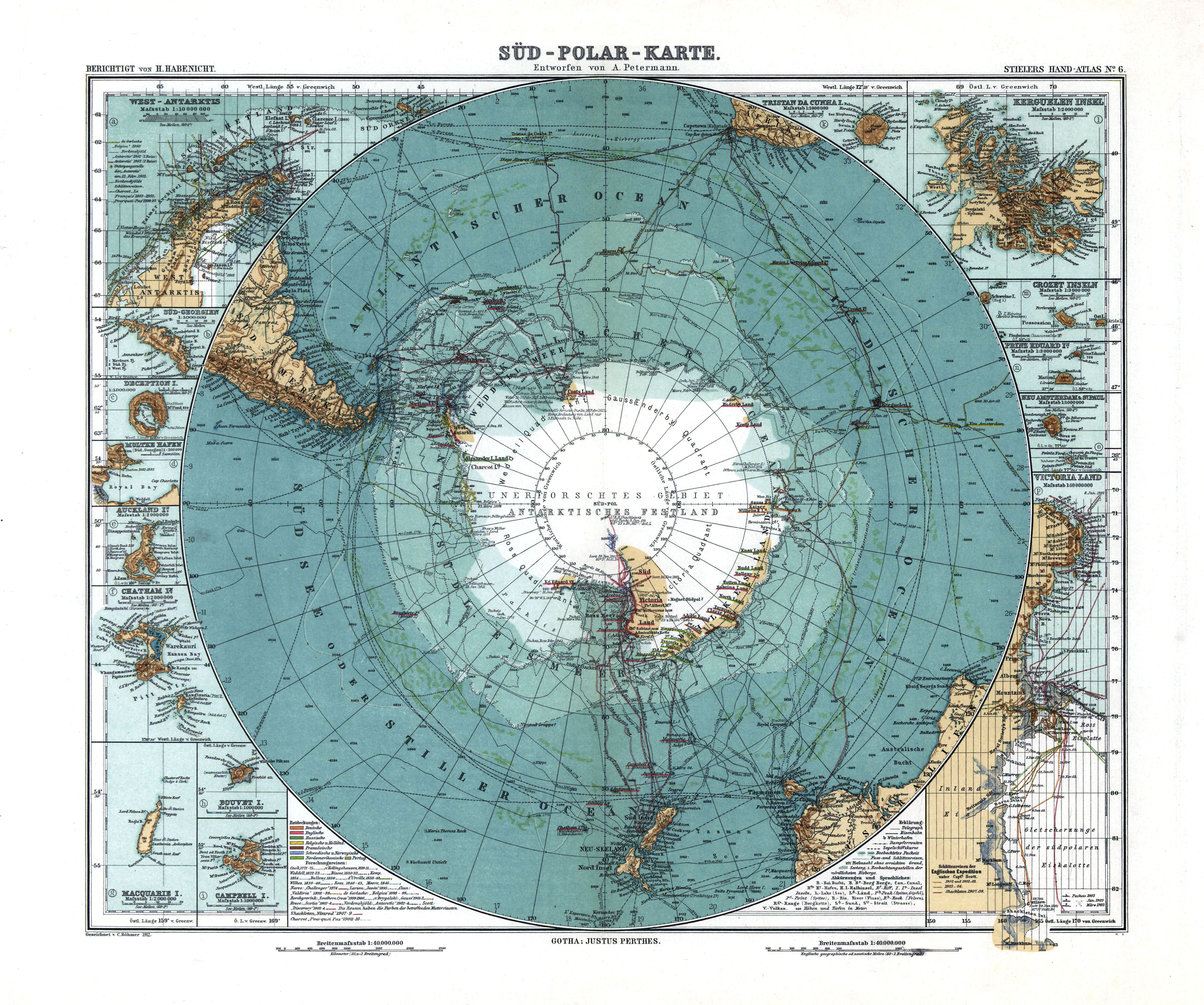
Hartă germană a Antarctidei reprezentînd statele antarctice

Antarctida este continentul (unicul de altfel) pe care nu există nici un stat independent. Totuși acesta nu este lipsit de formațiuni statale care sunt în cea mai mare parte state dependente (sau teritorii dependente) ori revendicări teritoriale. Mai sunt aici și teritorii cu statutul incert, niște insule-fantomă (Doughetry, Emerald, Nimrod și Royal Company) care apar câteodată în fața marinarilor dar care s-ar putea cel mai probail să se fi scufundat, ele fiind încă reprezentate pe unele hărți.
- Bouvet
- Dougherty
- Emerald
- Georgia de Sud
- Gough
- Heard și McDonald
- Macquarie
- Marion
- Nimrod
- Orkney de Sud
- Petru I
- Prințul Eduard
- Royal Company
- Sandwich de Sud
- Teritoriile Australe Franceze
- Tristan da Cunha
- Zona Antarctică Argentiniană
- Zona Antarctică Australiană
- Zona Antarctică Braziliană
- Zona Antarctică Britanică
- Zona Antarctică Chiliană
- Zona Antarctică Franceză
- Zona Antarctică Neozeelandeză
- Zona Antarctică Neutră
- Zona Antarctică Norvegiană